# Alicia Kinoshita
Alicia Kinoshita, född den 4 februari 1967 i Köpenhamn, är en japansk seglare.
Hon tog OS-silver i 470 i samband med de olympiska seglingstävlingarna 1996 i Atlanta.